# Il primo dei pochi
Il primo dei pochi (The First of Few) è un film del 1942 diretto da Leslie Howard e interpretato dallo stesso Howard e da David Niven.

## Trama
Il film racconta la storia di Reginald Joseph Mitchell, progettista di un rivoluzionario monoplano. Con l'aiuto del suo amico pilota Geoffrey Crisp, Mitchell vince numerosi trofei. Recatosi in Germania con la moglie e l'amico Crisp dopo l'avvento del nazismo, al ritorno Mitchell si impegna con tutte le sue energie nella progettazione di un nuovo aereo da combattimento, lo Spitfire, che dovrà contrastare la crescente potenza militare tedesca. Ma la sua salute debole è compromessa dal duro lavoro e morirà alla vigilia della guerra.

## Produzione
Il titolo allude alle parole di Winston Churchill, pronunciate durante il celebre discorso alla Camera dei Comuni del 20 agosto 1940, che, nel descrivere le gesta degli aviatori impegnati nella Battaglia d'Inghilterra, disse: «Mai nel campo degli umani conflitti tanti dovettero così tanto a così pochi».
Pienamente cosciente della sua scarsa somiglianza fisica e caratteriale con R.J. Mitchell, Leslie Howard si avvalse della consulenza della moglie di Mitchell e di suo figlio Gordon, che frequentarono assiduamente il set durante la produzione.
Per l'importanza propagandistica del film, la RAF contribuì con materiale filmato relativo agli Spitfire, e Leslie Howard ottenne dallo stesso Churchill il permesso di effettuare le riprese in vari aeroporti militari.
Il produttore statunitense Samuel Goldwyn autorizzò la partecipazione di David Niven, che era sotto contratto con la Metro-Goldwyn-Mayer, in cambio dei diritti di distribuzione negli Stati Uniti. Niven stava prestando il servizio militare in Gran Bretagna e ottenne una speciale autorizzazione del War Office per interpretare il film.

## Distribuzione
Negli Stati Uniti il film è conosciuto anche col titolo di Spitfire.